# ポケットモンスター 4コマギャグバトル
『ポケットモンスター4コマギャグバトル』は、1996年に光文社より発売された火の玉ゲームコミックシリーズの一つである。

## 収録されている漫画（掲載順）
- 4コマカラーバトル：小野寺浩二、天野鬼丸、奥谷かひろ、YOURY（現ふしみゆうり）、結城心一、雛あびる、五十嵐愛美、神谷順、柳由紀、佐倉忍、佐々木よしの、ハザママサシ、秋月しょう
- キュー：秋月しょう
- マニア魂：小野寺浩二
- モンモンモン：天野鬼丸
- どんぐりの背くらべ：佐々木よしの
- 人間以外はみんなポケモン?：YOURY（現ふしみゆうり）
- ポケモンにしてあげよう：結城心一
- いつもポケットにモンスター：奥谷かひろ
- ポケポケモンモン：柳由紀
- かわいい顔してテクニシャン：津島直人
- それいけ!赤箱くん：五十嵐愛美
- ぽけまにあ：雛あびる
- ポケモンずかん：廣野誠
- みんななかよし：佐倉忍
- モンスター街をゆく：御津浦彩
- ポケモンづくしフルコース：ハザママサシ
- ポケットをたたくとポケモンが一匹：森咲果梨
- びゅわーん!：外間隆想
- Get you!：たかみねうりこ
- めざせ150匹：神谷順